# Kasteel Posson
Het Kasteel Posson (Château Posson) is een kasteel in de Luikse deelgemeente Grivegnée, aan Rue du Fourneau 45.
Op deze plaats bestond een 17e- of 18e-eeuws bouwwerk, waarvan slechts de fundamenten nog bestaan. In 1777 werd hier door Guillaume Posson een classicistisch bouwwerk gesticht, voorzien van pilasters en een driehoekig fronton. Posson was eigenaar van een plaatselijk hoogovenbedrijf.
Eind 20e eeuw was zowel het kasteel als het omliggende park aan verval onderhevig.